# 丙烯基苯
丙烯基苯是一种有机化合物，化学式为C9H10，是烯丙基苯的同分异构体。它的催化加氢反应可以得到正丙基苯；它和偏高碘酸钠反应，得到苯甲醛。